# Abylidae
Famille
Les Abylidae sont une famille de siphonophores (hydrozoaires coloniaux pélagiques).

## Liste des genres
Selon World Register of Marine Species (29 janvier 2016) :
- genre Abyla Quoy & Gaimard, 1827
- genre Abylopsis Chun, 1888
- genre Bassia L. Agassiz, 1862
- genre Ceratocymba Chun, 1888
- genre Enneagonum Quoy & Gaimard, 1827